# Vojne vežbe
Vojne vežbe su praktične obuke u kojima se koriste vojni resursi kako bi se komande i jedinice vojske obučavale za operacije ili ocenile za izvršavanje dodeljenih misija. Izvode se u vidu simulacije vojnih operacija, tako da moraju biti organizovane u uslovima najpribližnijim realnim situacijama. Svrha vojnih vežbi jeste da se uvežbaju i ocene komande i jedinice, ali i pripadnici vojske ponaosob, kako bi se poboljšale njihove sposobnosti i interoperabilnost. 
Vojne vežbe često dobijaju specifične nazive, uglavnom sa dodatkom godine u kojoj se izvode, npr. „Sadejstvo 2020“ (Združena taktička vežba sa bojevim gađanjem izvedena oktobra 2020. godine). NATO vežbe imaju poseban sistem imenovanja, gde prva reč označava ko je glavni organizator vežbe, a druga komunicira šta je njen sadržaj. Tako, na primer, sve vežbe koje organizuje Vrhovna komanda Savezničkih snaga NATO u Evropi počinju rečju „nepokolebljiv” (eng. steadfast), dok druga reč počinje slovom koje ukazuje na sadržaj vežbe.
Vežbe se izvode kroz nekoliko faza i to: planiranje, uvežbavanje, izvođenje, ocenjivanje i analiza.

## Vrste vojnih vežbi
U pogledu učesnika, vežbe mogu biti nacionalne (izvode ih oružane snage jedne države) i multinacionalne (izvode ih najmanje dve države). Vežbe se mogu organizovati u cilju obučavanja i razvijanja sposobnosti, radi evalucije, odnosno, provere sposobnosti, ili kao pokazne i opitne vežbe.
Postoje različiti tipovi vežbi koji se mogu podeliti u dve opšte kategorije: simulacije i terenske vežbe. Simulacije se najčešće odigravaju u učionicama ili virtuelnom prostoru, bez korišćenja naoružanja i opreme. Služe pre svega za razvijanje taktičkih, strateških i doktrinarnih rešenja i sposobnosti, a obično prethode terenskim vežbama koje zahtevaju više resursa za organizaciju. Takve su, na primer, vežbe na kartama, ratne igre, taktičke vežbe bez učešća jedinica, vežbe podržane kompjuterskim simulacijama ili simulatorima različitog naoružanja i opreme i slično.
S druge strane, terenske vežbe se odigravaju na različitim terenskim lokacijama, uz učešće jedinica i korišćenje naoružanja i opreme u realističnim scenarijima u kojima se jedinice mogu naći u praksi. Kroz vežbe na terenu komande i jedinice se uvežbavaju za donošenje i prenošenje odluka na podređene, vođenje borbenih dejstava, pružanje logističke podrške snagama u operaciji. Najzahtevnije u pogledu resursa, ali i najrealističnije, su taktičke vežbe sa bojevim gađanjem koje omogućavaju upotrebu prave municije u scenarijima borbenih situacija, a najčešće se koriste za testiranje određene opreme ili sistema naoružanja.
Komandno-štabne vežbe su poseban tip vežbi koje služe za uvežbavanje štabova komandi svih nivoa za planiranje operacija, donošenje odluka, komandovanje i upravljanje jedinicama, komunikaciju, koordinaciju sa drugim akterima i slično. Mogu se odvijati paralelno sa terenskim vežbama i simulacijama ili kao samostalni događaji uz hipotetičke scenarije. Takođe, mogu biti vežbe jedne komande ili više njih, kao i multinacionalnih komandi.

## Interoperabilnost
Interoperabilnost je koncept koji podrazumeva kompatibilnost između različitih elemenata unutar sistema odbrane jedne zemlje ili kompatibilnost između oružanih snaga više zemalja. Interoperabilnost predstavlja sposobnost različitih vojnih organizacija da sprovode zajedničke operacije. Ona omogućava snagama, jedinicama ili sistemima da komuniciraju i funkcionišu zajedno, koriste zajedničku infrastrukturu, doktrinu i procedure. Interoperabilnost se može graditi strateškom, operativnom, taktičkom i tehnološkom nivou i može se odnositi na kompatibilnost u pogledu tehnologije, vojne opreme i naoružanja, obuke i obrazovanja, procedura, komunikacije i razmene podataka.Između ostalog, interoperabilnost se gradi kroz učestvovanje na vojnim vežbama.

## Vojne vežbe Republike Srbije
Republika Srbija organizuje vojne vežbe samostalno, učestvuje u bilateralnim I multinacionalnim vežbama sa različitim partnerima, kako članicama Partnerstva za mir i NATO, tako i Ruskom Federacijom.
Samostalne vežbe su značajne zbog provere i podizanja operativnih sposobnosti Vojske Srbije, izgradnje interoperabilnosti različitih vidova vojske          (Kopnena vojska i Ratno vazduhoplovstvo i protivvazduhoplovna odbrana), ali vrlo često i kao priprema za učešće u bilateralnim i multinacionalnim vežbama. Ove vežbe obuhvataju izvršavanje radnji i postupaka na svim nivoima, kako na strategijskom tako i na operativnom i taktičkom nivou, tako da dolazi do integracije obučavanja i unapređenja sposobnosti na svim nivoima.
Vojne vežbe u saradnji sa članicama NATO kao i Partnerstva za Mir predstavljaju najbrojniju kategoriju. Vojska Srbije najčešće sarađuje da oružanim snagama zemalja iz susedstva sa kojima ima kompatibilno naoružanje i vojnu opremu. Prva vojna vežba sprovedena po NATO standardima, u kojoj je tadašnja Srbija i Crna Gora učestvovala nakon dužeg vremena, održana je 2004. godine u Rumuniji, pre pristupanja programu Partnerstvo za mir. U okviru ove vežbe, pripadnici Vojske Srbije i rumunskih oružanih snaga ucestvovali su u simulaciji antiterorističke akcije i odbrane objekata od strateškog značaja na području Ðerdapske klisure. Pre toga, naša zemlja je učestvovala u vojnoj vežbi sa jednom članicom NATO još 1955. godine, sa Britanskom Kraljevskom mornaricom.  Nakon pristupanja programu Partnerstva za Mir, učestvovanje Vojske Srbije u vojnim vežbama sa članicama NATO i partnerskim zemljama značajno je intenzivirano. Vremenom je Vojska Srbije počela da učestvuje i na operativnom i taktičkom nivou, pa i da bude domaćin određenih kompleksnih međunarodnih vežbi. U periodu od 2017. do 2020. održano je 44 vežbe sa članicama NATO i Partnerstva za Mir, od čega čak 21 tokom 2019. godine. Neke od ovih vežbi, kao što su  "Platinasti Vuk 2019", "Komšije 2019" ili "Cyber Tesla 2019" održane su u Republici Srbiji.
Vežbe u kojima učestvuju države koje su deo Partnerstva za Mir poput Austrije i Belorusije, poput vežbe "Balkanski odgovor 2018" treba razlikovati od multinacionalnih vežbi pod okriljem NATO, kojih je u periodu od 2017-2020 bilo ukupno 7. Vojna vežba "REGEX 18", koja se održava godišnje, uz stručnu i delimičnu finansijsku podršku Komande združenih snaga NATO Napulj i prema NATO standardima, održana je u Srbiji u oktobru 2018. godine. Vest da će se vojna vežba prema NATO standardima održati na teritoriji Republike Srbije izazvala je tada burne reakcije i oprečna objašnjenja u javnosti s obzirom na osetljivost teme saradnje sa NATO u Srbiji. Srbija sa NATO učestvuje i u vežbama civilnog karaktera, a jedna od njih je takođe održana u Srbiji 2018. godine u saradnji Evroatlantskog koordinacionog centra za vanredne situacije i Sektora za vanredne situacije MUP-a Republike Srbije.
Bilateralnih vojnih vežbi sa Ruskom Federacijom u periodu od 2014. godine kada je potpisan sporazum o vojnoj saradnji do 2020. bilo je oko 15. Karakteristične su vojne vežbe "BARS" pilota Ratnog vazduhoplovstva i protivvazduhoplovne odbrane Vojske Srbije i njihovih kolega iz Vazdušno-kosmičkih snaga Oružanih snaga Ruske Federacije koje se održavaju svake godine. Svake godine se izvode i zajedničke vežbe Srbije, Rusije i Belorusije "Slovensko bratstvo". Posebnu pažnju u domaćoj i međunarodnoj javnosti dobila je vežba "Slovenski štit 2019" na koju su dopremljeni PVO sistemi  S-400 i Pancir iz Rusije što je imalo jaku političku poruku.
Vlada Republike Srbije 9. septembra 2020. godine donela je odluku kojom je uspostavljen šestomesečni moratorijum na učešće pripadnika Vojske Srbije na međunarodnim vojnim vežbama. Ovakva odluka je doneta kako bi se opravdao izostanak sa vežbe u Belorusiji, što se moglo protumačiti kao podrška kontroverznom režimu Aleksandra Lukašenka. Tadašnji ministar odbrane Aleksandar Vulin izjavio je da je obustavljanjem vojnih vežbi sa partnerima i na istoku i na zapadu, Srbija je sačuvala svoju vojnu neutralnost.

## Spoljašnje veze
- Beogradski centar za bezbednosnu politiku
- Ministarstvo odbrane Republike Srbije
- Vojska Srbije
- Balkanska bezbednosna mreža